# Agapius från Hierapolis
Agapius från Hierapolis (arabiska Mahbūb ibn-Qūṣṭānṭīn: Agapius, Konstantins son), död 941 eller 942, var en kristen arabisk författare av den omfattande arabiska krönikan Agapius universella historia; på arabiska Kitâb al-‛unwân (Bok om titlar eller Bok om historien).

## Agapius liv och gärning
Agapius var son till en viss Konstantin. Ytterst litet är känt om hans liv utöver att han i början av 900-talet verkade som biskop i den Melkitiska grekisk-katolska kyrkan i den fornsyriska staden Hierapolis Bambike i nuvarande Manbij i Syrien. 
Den världshistoria (Kitâb al-‛unwân) på arabiska som han arbetade med fram till sin död år 941 eller 942, löper från världens skapelse fram till hans egen tid, tidigt 900-tal. Den del av verket som handlar om den arabiska perioden är bevarad i endast i en handskrift och berättelsen upphör i det andra året av al-Mahdis kalifat år 160 AH (776–777).